# Michael DeBakey
Michael Ellis DeBakey, nascido Michel Dabaghi (Lake Charles, 7 de setembro de 1908 — Houston, 11 de julho de 2008) foi um cirurgião cardiovascular estadunidense, filho de imigrantes libaneses.
Foi um dos 4411 colaboradores da versão impressa de 2007 da Encyclopædia Britannica.
A 2 de março de 1998, foi agraciado com o grau de Grã-Cruz da Ordem Militar de Sant'Iago da Espada, de Portugal.